# No Line on the Horizon
No Line on the Horizon è il dodicesimo album in studio del gruppo musicale irlandese U2, pubblicato il 27 febbraio 2009 in Europa, il 2 marzo nel Regno Unito e il 3 marzo negli Stati Uniti d'America.
Pubblicato a distanza di cinque anni da How to Dismantle an Atomic Bomb, le sessioni di registrazione sono state effettuate a Fès (in Marocco), Dublino e Londra. Il primo singolo, pubblicato il 19 gennaio 2009, è stato Get on Your Boots, mentre Magnificent è uscito come secondo singolo il 4 maggio 2009. I'll Go Crazy If I Don't Go Crazy Tonight è invece il terzo singolo, pubblicato il 7 settembre.
No Line on the Horizon, a giugno 2009, aveva venduto circa 5.000.000 di copie nel mondo.

## Descrizione

### Antefatti

#### Le sessioni con Rick Rubin
Nel luglio del 2006 la band pubblicò la notizia, sul proprio sito ufficiale, dell'inizio del lavoro per un nuovo album, con delle sessioni di registrazioni col produttore Rick Rubin. Tali sessioni si sono svolte nel sud della Francia e negli Abbey Road Studios di Londra. Soltanto due brani, provenienti da queste sessioni, furono utilizzati per essere pubblicati nella raccolta U218 Singles, ovvero The Saints Are Coming con i Green Day e Window in the Skies. Nel gennaio del 2007 Bono, durante un'intervista radiofonica dichiarò come la band avesse deciso di cambiare il proprio stile musicale.
Rubin spinse affinché la band finisse l'album in studio, non modificando lo stile ormai tipico degli U2. Tale approccio creò attrito tra il produttore e il resto della band, abituata ad uno stile più informale. Gli U2 decisero, pertanto, di terminare le registrazioni con Rubin e accantonare il materiale prodotto, benché esprimessero l'interesse nel rivisitare il lavoro fino ad allora svolto per un eventuale nuovo progetto futuro. Successivamente hanno assunto Brian Eno e Daniel Lanois come produttori principali.

#### Le sessioni con Brian Eno e Daniel Lanois
Le sessioni per la registrazione con i nuovi produttori iniziarono nel luglio del 2007 a Fès, in Marocco. La scelta di questa città cadde a seguito della visita effettuata da Bono al Festival internazionale di Musica sacra, che si tiene ogni anno nella città marocchina. La band e i produttori presero in locazione un riad di un albergo, per trasformarla in sala di registrazione.
Registrare a Fez durante il Festival internazionale di musica sacra, ha influenzato la band nello scrivere le canzoni dell'album. Vi sono, infatti, delle contaminazioni dalla musica hindu, ebraica e il canto sufi. Il bassista, Adam Clayton, ha dichiarato come la musica che si sentiva durante il festival avesse un che di ancestrale.
Bono, dichiarerà in seguito, come siano stati di grande stimolo artistico per la band questa esperienza e l'incontro con la cultura musicale marocchina.
Adam Clayton, il bassista del gruppo, ha realizzato vari filmati del lavoro della band, durante la fase di lavorazione dell'album. Filmati che sono stati successivamente raccolti e pubblicati sul sito internet ufficiale degli U2.
Nel mese di dicembre del 2008 gli U2 si trasferirono agli Olimpic Studios di Londra, per fare le ultime migliorie. Prima dell'avvio di questa sessione, il gruppo, alla luce del numero di canzoni scritte, valutò anche l'ipotesi di creare un doppio album, intitolati Daylight e Darkness. Tale ipotesi fu accantonata e si decise di pubblicare, in un unico album, solo le canzoni giudicate migliori. La sessione di lavoro presso gli Olimpic Studios doveva, pertanto, servire a questo.

### Concezione
No Line on the Horizon è un album di difficile collocazione discografica: accanto ai classici pezzi rock come Breathe e Get on Your Boots, troviamo canzoni pop come I'll Go Crazy If I Don't Go Crazy Tonight e Stand Up Comedy e ballate acustiche come White as Snow. Non mancano poi i tradizionali brani in "stile U2" come No Line on the Horizon, Magnificent e Unknown Caller: un incrocio tra il pop melodico e il rock, nel quale si distingue l'inconfondibile suono della chitarra di The Edge.
Il tutto è intriso di un'atmosfera orientale, che si avverte in particolar modo ascoltando Fez - Being Born, brano più innovativo dell'album, dove si mescolano ritmi arabi, chitarre elettriche e voci di strada.

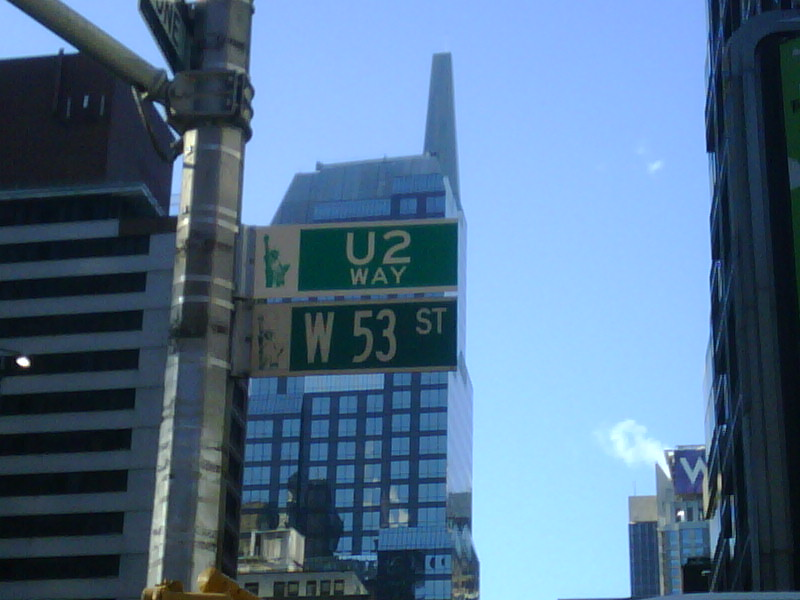
La 53a strada di New York ribattezzata "U2 Way" in occasione della promozione dell'album negli U.S.A.

A differenza dei precedenti lavori, molti testi di No Line On The Horizon sono scritti in terza persona da Bono, il quale veste i panni di personaggi che hanno smarrito la propria identità, e che ormai non hanno il tempo di lottare per i valori nei quali si identificano.
In Moment of Surrender si parla del dramma dei tossicodipendenti: individui anonimi e fuori dal mondo. È un brano struggente, ricco di immagini che ci comunicano l'impotenza di queste persone di fronte alla loro dipendenza, e interpretato magistralmente dalla voce graffiante di Bono.
Cedars of Lebanon, invece, descrive la dura vita di un corrispondente di guerra, lontano dalla sua famiglia e dai suoi affetti, e del quale viene messo in luce soprattutto l'aspetto della solitudine.
Non è certamente un disco sperimentale come Achtung Baby del 1991, ma No Line on the Horizon, realizzato in collaborazione con gli storici produttori Brian Eno, Daniel Lanois e Steve Lillywhite, racchiude tutta la carriera artistica degli U2.
Per quanto riguarda Fez - Being Born, inizialmente doveva essere la canzone d'apertura del disco, ma poi al suo posto fu scelta No Line on the Horizon, perché questa considerata più "potente". Il titolo originale era Chromium Chords ed era il risultato dell'unione di due diverse canzoni nate durante le sessioni di registrazione.
Una parte di Fez - Being Born fu registrata durante le prime sessioni dell'album, insieme al produttore Rick Rubin, nel 2006. Il minuto d'apertura della canzone, che prende il nome di Fez, fu crato dal chitarrista The Edge durante la registrazione di The Saints Are Coming, insieme ai Green Day. Quando successivamente la band decise di lavorare insieme ai produttori Brian Eno e Daniel Lanois, la maggior parte del materiale proveniente dalle sessioni con Rick Rubin fu accantonato. Lanois trovò la canzone e la modificò, e anche Eno apportò alcuni cambiamenti prima di farla ascoltare agli U2. Fu solo allora infatti che Bono dichiarò: "Era come qualcosa che stava per prendere vita. Come lo sbocciare di un fiore o la nascita di qualcuno".
Contemporaneamente il gruppo stava lavorando anche all'altra traccia, Being Born. Il modo in cui viene in essa suonata la chitarra fu proposto dallo stesso The Edge su suggerimento di Ben Curtis dei Secret Machines. Fu però Lanois a credere sin dall'inizio che la "lentezza" di Fez si sposasse bene con le sonorità più energiche di Being Born. Fu così che modificò quest'ultima in modo tale da poter creare insieme alla prima un'unica canzone. I lavori terminarono intorno al giugno del 2008 e fu provvisoriamente intitolata Chromium Chords.
All'inizio della canzone, ad un volume piuttosto basso, si può sentire Bono ripetere la frase Let me in the sound, la stessa che poi viene cantata anche in un'altra traccia dello stesso album: Get on Your Boots. La canzone compare anche come sesta traccia nella colonna sonora del film Linear di Anton Corbijn. Nella sequenza in cui è possibile ascoltare la canzone, il poliziotto (interpretato dall'attore francese Saïd Taghmaoui) è a metà del suo viaggio quando decide di fermarsi per pranzare in un piccolo ristorante totalmente privo di persone, ad eccezione della cameriera (interpretata da Lizzie Brocheré).

### Contenuto del libretto
L'album si apre con una fotografia di Hiroshi Sugimoto intitolata Boden Sea, Uttwil. All'interno dell'album sono trascritte le canzoni accompagnate da fotografie di Anton Corbijn. L'album è dedicato a Rob Partridge con la frase "in memoria di Rob Partridge, che credette in noi, quasi prima che lo facessimo noi...quasi. 1948 - 2008" Questi era un noto pubblicitario inglese del mondo della musica, nonché scrittore.
Oltre ai consueti ringraziamenti, la band invita ad associarsi ad Amnesty International, Greenpeace, all'organizzazione ONE ed a sostenere la causa di Aung San Suu Kyi per il ritorno della democrazia in Birmania.
Nella versione "Digital Pack" il libretto contiene delle coordinate cardinali nelle varie pagine, oltre alla serie di Fibonacci.
Se si riportano le coordinate nel mappamondo, si scopre che queste rappresentano i punti di vari percorsi, tra cui quello intrapreso dal protagonista del film Linear da Parigi, a Cadice. Vi sono anche altri percorsi di pellegrinaggio, quali quelli di Santiago di Compostela, e verso la Mecca.

## Anteprima live

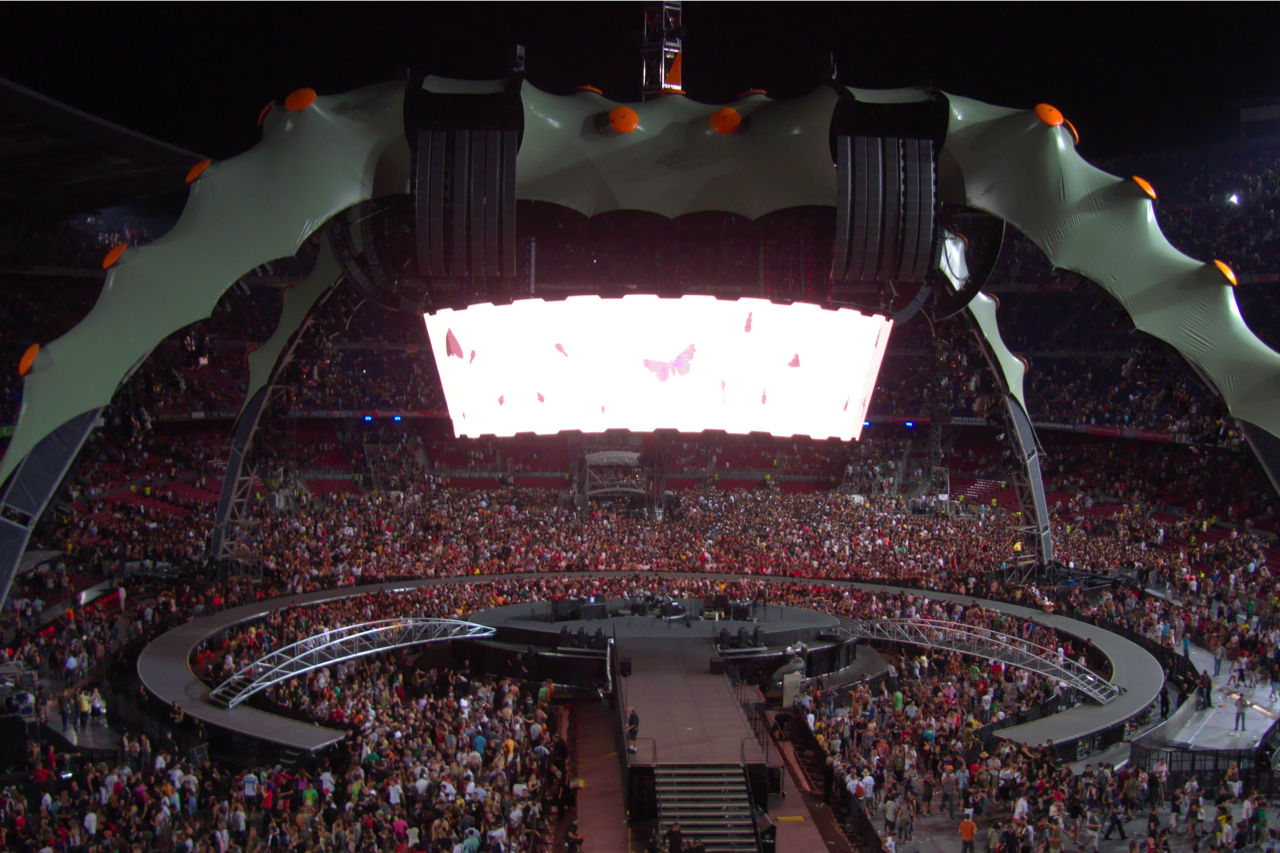
The Claw alla fine di un concerto a Barcellona per l'U2 360º Tour

Lo stesso giorno dell'uscita dell'album in Europa, gli U2 si sono esibiti a sorpresa dal tetto della BBC, a Londra. Prima di loro, solo i Beatles avevano suonato su un altro grattacielo a Londra, quello della Apple Records.
In tale occasione, il gruppo ha suonato due brani del nuovo album: Get on Your Boots e Magnificent, oltre che altri classici del loro repertorio passato.

## I brani

### No Line on the Horizon
No Line on the Horizon è la canzone d'apertura dell'album. Una versione alternativa è inclusa come traccia bonus in alcune versioni dell'album stesso. Il brano è stato registrato durante le sessioni svoltesi a Fès, in Marocco. La rivista Rolling Stone ha definito la canzone come «una combinazione tra un organo da garage, una chitarra pesantemente distorta e una batteria da parata militare.»

### Magnificent
La canzone è introdotta da una sequenza elettronica, per poi assumere un sound maggiormente rock. Inizialmente si sarebbe dovuta chiamare French Disco, ma poi durante le fasi di registrazione la band cambiò idea.

### Moment of Surrender
Moment of Surrender è stata sviluppata in poche ore durante le sessioni di registrazione tenutesi a Fès, in Marocco ed è stata registrata assieme ai produttori Brian Eno e Daniel Lanois.
In un'intervista rilasciata nel sito ufficiale della band, Brian Eno ha dichiarato come questa canzone sia una delle sue preferite, tra quelle contenute nell'album. In particolar modo apprezza la voce del cantante. Moment of Surrender è stata inoltre inserita dalla rivista statunitense Rolling Stone al numero 160 nella lista dei 500 migliori brani musicali secondo Rolling Stone.

### Unknown Caller
Unknown Caller è stata registrata nel cortile dell'hotel Riad, in Marocco, che la band ha trasformato in uno studio di registrazione. Così come la canzone Moment of Surrender, è stata scritta, suonata e registrate in un'unica sessione.

### Stand Up Comedy
La canzone è stata inizialmente registrata a Fès, Marocco, ma il gruppo non riuscì a completarla in un'unica sessione, tanto che impiegarono 16 mesi per finalizzarla. Anche il titolo subì numerose modifiche: For Your Love e Stand Up furono alcune delle opzioni.
Secondo le idee iniziali dei membri della band, Stand Up Comedy prevedeva l'uso di mandolini per dare un tocco medio-orientale, ma poi si resero conto che in questo modo la musica ricordava fin troppo You Really Got Me dei Kinks, mentre il testo For Your Love dei Yardbirds (guardacaso lo stesso titolo che gli U2 avevano pensato di utilizzare). Per questo motivo tale versione fu scartata. La band allora aggiunse un nuovo riff, una nuova melodia e cambiò parte del testo (lasciando comunque la frase For your love al suo interno).
Gli U2 hanno continuato a lavorare e perfezionare la canzone fino all'ultima sessione di registrazione, nel dicembre 2008. Il produttore e coautore Daniel Lanois ha affermato che hanno ricreato così tante volte questa canzone, che in realtà è come se ne fossero state scritte sei versioni diverse. Brian Eno, l'altro artista che ha collaborato con la band per la realizzazione di quest'album, anche in veste di produttore, ha invece detto che è stato per loro come "creare una canzone, seppellirla, per poi riprenderla e portarla a nuova vita. Ma è stato un processo a dir poco frustrante".
Stan Up Comedy è inclusa anche nella colonna sonora del film Linear, di Anton Corbijn. La canzone, che qui è l'ottava traccia, compare nella scena in cui il poliziotto, interpretato dall'attore francese Saïd Taghmaoui, dopo aver pranzato riprende il suo viaggio attraverso le montagne.

### White as Snow
Per quanto riguarda questo brano, in un'intervista rilasciata al quotidiano britannico The Guardian, Bono confessa di essersi stancato di scrivere i testi in prima persona: «Mi sono semplicemente stufato di essere il soggetto principale delle nostre canzoni». Di conseguenza ha creato alcuni personaggi più o meno immaginari: dal vigile addetto al traffico (in No Line on the Horizon), al tossico (in Unknown Caller), al soldato che muore in guerra. Quest'ultimo appare proprio in White as Snow e racconta i suoi ultimi pensieri poco prima di morire in seguito alle ferite riportate a causa di un ordigno esplosivo improvvisato. L'idea venne a Bono dopo aver letto Pincher Martin - La folgore nera, di William Golding.
La melodia di White as Snow è basata sul tradizionale inno cattolico Veni, Veni, Emmanuel, cantato solitamente durante il periodo di Natale e/o dell'Avvento. In seguito a delle conversazioni avute con Bono in merito proprio ai canti religiosi, il produttore Daniel Lanois iniziò a studiarli insieme alla musicista, originaria dell'isola canadese di Terranova, Lori Anna Reid, chiedendole dei consigli su quali inni gli U2 avrebbero potuto suonare. La Reid suggerì tra gli altri proprio Veni, veni, Emmanuel. Lanois ne registrò allora una versione al pianoforte per la band, a cui aggiunse un arrangiamento vocale. Una volta ascoltata, a Bono venne l'idea del titolo.
La canzone è stata registrata in un'unica sessione, durante le due settimane di permanenza degli U2 nel 2007 a Fes, in Marocco, per la registrazione dell'album. Durante le sessioni finali, nel dicembre 2008, subì comunque alcune piccole modifiche. Originariamente, per esempio, era previsto all'inizio della traccia il suono di un'esplosione; ma poi l'idea venne scartata.
La rivista Rolling Stone descrive White as Snow come "una ballata in cui la chitarra, le tastiere e la voce ricordano atmosfere montane, come già accadeva in The Crystal Ship dei Doors. La rivista Uncut la definisce come "una delle più umili e commoventi canzoni dell'album e una delle migliori che Bono abbia mai cantato". Time Out afferma che «si tratta senza dubbio del momento assolutamente più significativo dell'intero album», mentre The Guardian definisce la canzone «evocativa, suggestiva e senza orpelli inutili, ... capace di esprimere una silenziosa potenza e un senso di tristezza.» Solo la rivista Mojo sembra criticarla negativamente, definendo «la musica grumosa quanto le parole».

### Breathe
La canzone fu inizialmente sviluppata dal chitarrista The Edge, influenzato dalla musica di Jimmy Page dei Led Zeppelin e di Jack White dei The White Stripes (con cui collaborò alla realizzazione del film-documentario It Might Get Loud), e subì numerosi cambiamenti prima che la band decidesse di riscriverla. In particolare Bono e compagni, insieme ai produttori e coautori Brian Eno e Daniel Lanois, lavorarono per molto tempo su una prima versione ma poi la gettarono via per crearne una completamente nuova. Dopo averla riscritta, gli U2 chiesero a Steve Lillywhite di mixarla. Eno ha dichiarato che è stata remixata 80 volte durante le sessioni di registrazione dell'album.
Anche il testo subì numerose modifiche. Ci fu un momento in cui gli U2 e i produttori dovettero scegliere tra due versioni: una parlava di Nelson Mandela, l'altra era "più surreale e personale". Alla fine si optò per quest'ultima. In essa si fa inoltre riferimento al 16 giugno, giorno in cui a Dublino si festeggia il Bloomsday: un omaggio all'Ulisse di James Joyce. Bono ha più volte dichiarato che durante la registrazione dell'album, ha scritto i testi delle canzoni immaginando che al posto suo ci fossero diversi personaggi a raccontare le storie di cui essi trattano. E il narratore di Breathe è proprio uno di questi personaggi, che alla fine trova la redenzione.
La versione dedicata a Nelson Mandela comparirà nel 2013 all'interno del singolo Ordinary Love.

### Cedars of Lebanon
Il brano conclusivo dell'album, viene "recitato" più che cantato da Bono nelle vesti del personaggio di un corrispondente di guerra che si ritrova in una disordinata stanza d'albergo a Beirut nel 2006. Il reporter, intento a raccontare il bombardamento della città da parte dell'esercito israeliano, si perde nei suoi pensieri pensando alla sua famiglia. Nel pezzo sono presenti dei campionamenti tratti da Against the Sky, brano di Brian Eno inserito nel suo album The Pearl del 1984.

## Accoglienza
| Recensione     | Giudizio |
| -------------- | -------- |
| AllMusic       |          |
| Ondarock       |          |
| Rolling Stone  |          |
| Piero Scaruffi |          |
| Blender        |          |
| Mojo           |          |
| NME            |          |
| Pitchfork      |          |
| Q              |          |
| Toronto Star   |          |

No Line on the Horizon ricevette critiche generalmente positive alla sua uscita. Sul sito Metacritic, che assegna un giudizio complessivo facendo la media di 100 recensioni di critici professionisti, l'album ha un punteggio di 72, basato su 30 recensioni. David Fricke della rivista Rolling Stone assegnò un giudizio di cinque stellette su cinque al disco definendolo «il migliore degli U2 sin dai tempi di Achtung Baby». Inoltre, Rolling Stone definì l'album "migliore album dell'anno" e Moment of Surrender "migliore canzone dell'anno". Nella sua recensione dell'album sulla rivista Blender, Rob Sheffield scrisse: «sono passati i tempi nei quali gli U2 cercavano di essere semplici, a questo punto, i ragazzi hanno capito che una grandiosità romantica fuori dalle righe è lo stile che più si addice loro.» Sulla rivista Uncut, Andrew Mueller scrisse: «è forse l'album meno immediato degli U2, ma c'è qualcosa in esso che suggerisce possa essere uno dei più duraturi.» Ben Patashnik di NME definì l'opera «un grande disco radicale e coraggioso».
Di parere opposto invece la recensione apparsa su Time Out Sydney, dove l'album viene considerato «sfortunatamente più un disco di Brian Eno piuttosto che degli U2». Ryan Dombal di Pitchfork diede al disco un voto di 4.2 su 10, scrivendo: «lo sbandierato sperimentalismo dell'album è terribilmente sbagliato o è nascosto sotto tonnellate di U2-ismi senza vergogna.» Kaj Roth di Melodic descrisse No Line on the Horizon come «più elettronico e meno rock» e aggiunse che l'album ricordava troppo i lavori dei primi anni novanta della band. Cameron Adams di Herald Sun assegnò al disco un voto di tre stellette e mezzo, paragonandolo a lavori quali Zooropa, Pop e Original Soundtracks 1; e definendolo «non propriamente un blockbuster... ». Madeleine Chong di MTV Asia scrisse: «anche se gli U2 dovrebbero essere elogiati per il loro sforzo di reinventarsi continuamente nel mondo del rock, [No Line on the Horizon] non possiede la qualità di album come The Joshua Tree o Achtung Baby.» Il critico musicale del Toronto Star Ben Rayner definì "noiose" le canzoni sull'album. Rob Harvilla di The Village Voice scrisse una recensione mista del disco, affermando che i brani in esso contenuti «ricordano altre canzoni, molto migliori, ma in un modo che fa venir voglia di andare a risentire quelle vecchie canzoni e non queste nuove invece». Time recensì negativamente il disco, definendolo «insoddisfacente» e «per lo più incerto e confuso». Pessimo anche il giudizio del critico musicale Piero Scaruffi che assegna un voto di 3 su 10 a No Line on the Horizon, definendolo «una banale ripetizione di stereotipi», e concludendo con la frase «difficile trovare un album peggiore di questo che sia uscito nel 2009».

## Tracce
1. No Line on the Horizon – 4:12 (testo: Bono – musica: U2, Brian Eno, Daniel Lanois)
2. Magnificent – 5:24 (testo: Bono, The Edge – musica: U2, Brian Eno, Daniel Lanois)
3. Moment of Surrender – 7:24 (testo: Bono – musica: U2, Brian Eno, Daniel Lanois)
4. Unknown Caller – 6:02 (U2, Brian Eno, Daniel Lanois)
5. I'll Go Crazy If I Don't Go Crazy Tonight – 4:13 (testo: Bono – musica: U2)
6. Get on Your Boots – 3:25 (testo: Bono – musica: U2)
7. Stand Up Comedy – 3:49 (testo: Bono – musica: U2)
8. Fez - Being Born – 5:16 (testo: Bono – musica: U2, Brian Eno, Daniel Lanois)
9. White as Snow – 4:41 (U2, Brian Eno, Daniel Lanois)
10. Breathe – 5:00 (testo: Bono – musica: U2)
11. Cedars of Lebanon – 4:13 (testo: Bono – musica: U2, Brian Eno, Daniel Lanois)

Tracce bonus nell'edizione giapponese
1. No Line on the Horizon 2 – 4:06

Tracce bonus nell'edizione deluxe di iTunes
1. No Line on the Horizon 2 – 4:05
2. Linear (Video) – 58:20
3. Get on Your Boots (Video) – 3:31
4. Fez (Video) – 4:40

## Formazione
Gruppo
- Bono – voce, chitarra
- The Edge – chitarra, pianoforte, cori
- Adam Clayton – basso
- Larry Mullen Jr. – batteria, percussioni

Altri musicisti
- Brian Eno – sintetizzatore, programmazione, loop, pianoforte, cori
- Daniel Lanois – chitarra, cori

Produzione
- Brian Eno – produzione
- Daniel Lanois – produzione

## Tour promozionale
Per promuovere l'album, il gruppo intraprese lo U2 360º Tour, partito dal Camp Nou di Barcellona il 30 giugno 2009, e conclusosi al Magnetic Hill Concert Site di Moncton il 30 luglio 2011.

## Classifiche

### Classifiche settimanali
| Classifica (2009)         | Posizione massima |
| ------------------------- | ----------------- |
| Argentina                 | 1                 |
| Australia                 | 1                 |
| Austria                   | 1                 |
| Belgio (Fiandre)          | 1                 |
| Belgio (Vallonia)         | 1                 |
| Canada                    | 1                 |
| Danimarca                 | 1                 |
| Europa                    | 1                 |
| Finlandia                 | 1                 |
| Francia                   | 1                 |
| Germania                  | 1                 |
| Giappone                  | 4                 |
| Grecia                    | 8                 |
| Irlanda                   | 1                 |
| Italia                    | 1                 |
| Messico                   | 1                 |
| Norvegia                  | 1                 |
| Nuova Zelanda             | 1                 |
| Paesi Bassi               | 1                 |
| Polonia                   | 1                 |
| Portogallo                | 1                 |
| Regno Unito               | 1                 |
| Repubblica Ceca           | 1                 |
| Spagna                    | 1                 |
| Stati Uniti               | 1                 |
| Stati Uniti (alternative) | 1                 |
| Stati Uniti (rock)        | 1                 |
| Stati Uniti (tastemaker)  | 1                 |
| Svezia                    | 2                 |
| Svizzera                  | 1                 |
| Ungheria                  | 1                 |

### Classifiche di fine anno
| Classifica (2009)  | Posizione |
| ------------------ | --------- |
| Australia          | 33        |
| Austria            | 15        |
| Belgio (Fiandre)   | 5         |
| Belgio (Vallonia)  | 5         |
| Canada             | 18        |
| Danimarca          | 9         |
| Europa             | 5         |
| Finlandia          | 25        |
| Francia            | 7         |
| Germania           | 12        |
| Giappone           | 92        |
| Irlanda            | 7         |
| Italia             | 5         |
| Messico            | 15        |
| Nuova Zelanda      | 27        |
| Paesi Bassi        | 4         |
| Polonia            | 5         |
| Regno Unito        | 34        |
| Spagna             | 7         |
| Stati Uniti        | 18        |
| Stati Uniti (rock) | 5         |
| Svezia             | 10        |
| Svizzera           | 5         |
| Ungheria           | 11        |